# Nicolas Pineau
Pour les articles homonymes, voir Pineau.
 (avril 2022).
Nicolas Pineau, né le 7 octobre 1684, et mort le 24 avril 1754, est un sculpteur ornemaniste et architecte français. Il est l'un des inventeurs de la rocaille française.

## Biographie
Nicolas Pineau est le fils de Jean-Baptiste Pineau, sculpteur ordinaire du roi, et de Marguerite Beaujean. Orphelin de père à dix ans, il reçoit une éducation technique en sculpture et en architecture : élève d’Hardouin Mansart et de Boffrand, il suit les cours de sculpture de l’académie de Saint-Luc, il y reçoit les conseils de Coysevox pour les figures, et fréquente l’atelier de Thomas Germain, l’orfèvre du roi.
Il épouse Anne Simon (?-1735). Le couple vit dans la manufacture des Gobelins, a quatre enfants : Marine Esther, Marie Anne Françoise (née en 1712), Dominique, qui sera sculpteur du roi, et Louise.
François Le Fort, qui a succédé à son oncle dans la confiance de Pierre le Grand, l’attire en Russie avec la promesse de travaux importants. Il quitte la France en 1716 avec son beau-frère, le peintre Louis Caravaque et l’architecte Alexandre Leblond. 
Honoré du titre de « premier sculpteur de Sa Sacrée Majesté Césarienne », il apporte à Saint-Pétersbourg les traditions du grand style de Versailles, qui était alors un modèle pour les souverains européens au XVIIIe siècle.
Sa formation auprès de maîtres réputés permet à Pineau d’être le maître entier de ses œuvres pendant dix ans. Il suit ses œuvres dans tous les détails de leur exécution, capable de tracer les plans d’un palais autant que d’un arsenal, de modeler le masque d’une clef de voûte et l’esquisse d’un monument commémoratif, de sculpter la caisse d’un carrosse et le piédestal d’une statue, de dessiner un surtout de table en orfèvrerie et la lanterne en bronze doré d’un escalier d’apparat.
Le talent et la créativité de Pineau donnent satisfaction au tsar. Il présente plus de dix projets pour la décoration d’une salle de fêtes. Il se dégage des influences de Daniel Marot et de Jean Bérain, et trouve dans des combinaisons de rocailles les éléments de son style. Certains panneaux à décors chinois composés à Saint-Pétersbourg offrent déjà des encadrements, dont les motifs contrariés s’écartent nettement des principes de rigoureuse symétrie de l’école de Versailles.
Peu après la mort de Pierre le Grand, Nicolas Pineau rentre en France. Il renonce à l’architecture pour la sculpture d’ornements et au décor des intérieurs. La mode exige que tous les murs soient revêtus de lambris sculptés en plein bois : il exprime son talent dans les aménagements des hôtels construits à Paris au début du règne de Louis XV.
Les dessins de Nicolas Pineau illustrent ses recherches pour les appartements des gens de cour ou des financiers enrichis dans les fermes. 
La duchesse de Mazarin le sollicite pour son hôtel, lui demandant des sculptures pour le bâtiment, des rampes pour l’escalier, des bronzes pour les portes de son cabinet et même des charnières en bois sculpté pour ses carrosses. 
Le trésorier de la maison du roi, Étienne-Michel Bouret, lui commande la boiserie de sa salle à manger, à Croix-Fontaine, et le dessin de son mausolée avec une inscription latine à la gloire du défunt. 
Le prince d’Isenghien et le comte de Middelbourg Baltazar de Gand lui confient la décoration de leur maison de Suresnes. 
La famille de Voyer de Paulmy d'Argenson, Simon Boutin père, receveur général des finances de la généralité de Tours, Bon Boullogne, et la famille Rouillé furent de ses clients.
Pineau compose des cartouches et des tympans pour les portes cochères des hôtels duc de Chatillon[Lequel ?], du prince de Conti[Lequel ?], du marquis de Feuquières[Lequel ?], du maréchal de Villars[Lequel ?], du duc d’Harcourt[Lequel ?] ; il dessine les dessus-de-porte du cabinet du roi, invente deux modèles de candélabres pour la marquise de Pompadour et fournit à Nattier un cadre en bois sculpté avec attributs galants destiné à un portrait de la favorite.
Nicolas Pineau devient le sculpteur attitré du grand architecte rocaille Jacques Hardouin-Mansart de Sagonne.  Parmi ses meilleurs ornements, ceux de la cathédrale Saint-Louis de Versailles (agrafes de la nef, du transept et du chœur ; ancien tabernacle et maître-autel ; décoration de la chapelle de la Vierge), de l'ensemble du financier Simon Boutin père, rue de Richelieu à Paris (grand et petit hôtel et maison à loyer) et du château d'Asnières. 
Il dessine la chaire, les boiseries du chœur et de la salle capitulaire de la Chartreuse de Lugny et réalise les fonts baptismaux de l’église Saint-Paul à Paris. Il est aussi sculpteur de la Maison des Dames de Saint-Chaumont ( 1734-1735 ). Ses voisins à Paris, les religieux de Notre-Dame de Nazareth, lui commandent les sculptures de leur chapelle, et toute une ornementation signalée à l’admiration des voyageurs, dans l’Almanach d’Hébert de 1779.
À sa mort, Pineau est membre de l’Académie de Saint-Luc. 
Son confrère Blondel dit de lui qu’il fut l’inventeur « du contraste dans les ornements » et loue vivement la sobriété qu’il avait su conserver dans ses compositions. 
Pineau rompt volontairement avec son système de courbes inégales et avec l'ancienne symétrie. Ainsi,  au moyen de rocailles habilement combinées et pleines de fantaisie, Pineau conserve dans ses décorations l’équilibre et la pondération. Ses réalisations deviennent des modèles, non seulement pour les architectes, mais aussi pour les sculpteurs sur bois, les ferronniers, les fabricants de bronzes et les ébénistes.

## Source
Cet article est la copie modifiée par l'historien de l'art Philippe Cachau d'un texte tombé dans le domaine public, paru dans le Bulletin des Musées de France, publié sous la direction de Paul Vitry, en 1908.